# SpyHunter: Nowhere to Run
SpyHunter: Nowhere to Run – komputerowa gra akcji wyprodukowana przez amerykańskie studio Terminal Reality. Gra została wydana przez Midway Games 5 września 2006 roku na platformy PlayStation 2 i Xbox, natomiast wersja na platformę PC została wydana 8 września 2009 roku. Gra z serii Spy Hunter.
Gra powstawała równolegle do filmu o tym samym tytule.

## Wydanie
SpyHunter: Nowhere to Run został zapowiedziany 8 listopada 2005 roku. 16 stycznia 2006 roku opublikowano pierwsze zrzuty ekranu z gry, a 10 lutego uruchomiona została strona gry. Gra została wydana przez Midway Games 5 września 2006 roku na platformy PlayStation 2 i Xbox, natomiast wersja na platformę PC została wydana 8 września 2009 roku.